# 1350
| 1350               |
| ------------------ |
| Dødsfald - Fødsler |
|                    |

| Gregoriansk kalender | 1350 MCCCL              |
| Ab urbe condita      | 2103                    |
| Armensk kalender     | 799 ԹՎ ՉՂԹ              |
| Kinesiske kalender   | 4046 – 4047 己丑 – 庚寅 |
| Etiopisk kalender    | 1342 – 1343             |
| Jødisk kalender      | 5110 – 5111             |
| Hindukalendere       |                         |
| - Vikram Samvat      | 1405 – 1406             |
| - Shaka Samvat       | 1272 – 1273             |
| - Kali Yuga          | 4451 – 4452             |
| Iransk kalender      | 728 – 729               |
| Islamisk kalender    | 751 – 752               |

Konge i Danmark: Valdemar 4. Atterdag 1340-1375
Se også 1350 (tal)

## Begivenheder
- Maorifolket (polynesiere) ankommer til New Zealand, der ikke tidligere har været befolket.
- Aztekerne trænger ned i Mexico-dalen efter at have besejret toltekerne. Herefter grundlægger de Tenochtiitlan, deres hovedstad.

## Født
- 13. april - Margarete 3. af Flandern,  grevinde af Flandern, grevinde af Artois og pfalzgrevinde af Burgund (død 1405).